# Кунашак (село)
Кунаша́к — село, административный центр Кунашакского района Челябинской области, России.

## Этимология
Название связывают с татарским словом кунчак в значении «место ночлега», так татары называли это место бежавшие сюда после падения Казанского Ханства.

## География
Расположено на севере области, в 75 км к северу от областного центра, города Челябинска, в болотистой местности, на берегах мелких озёр у юго-западной оконечности озера Кунашак, соединённого протокой с озером Уелги, в 6 км от одноимённой железнодорожной станции (пос. Лесной).

## История
Основано не позднее 1736 г. (предположительно в 1725-1735 гг.) как поселение на землях восточных башкир, пришлыми мещеряками. Археологические раскопки, проведенные здесь, показывают, что в окрестностях Кунашака обнаружены гуннские и сарматские захоронения. По картам 1891 года и даже 1931 годов нет Кунашака — есть Куншак и Кунсак.
По свидетельствам старожилов в нём было пять мусульманских мечетей с высокими минаретами, в некоторых из них имелись религиозные школы (медресе). Ученики (шакирды) изучали священный Коран, историю (тарих), арифметику, каллиграфию, старотатарский и арабский языки.

## Население
| 1959 | 1970  | 1979  | 1989  | 2002  | 2010  | 2021  |
| ---- | ----- | ----- | ----- | ----- | ----- | ----- |
| 4199 | ↗4832 | ↗5210 | ↗5703 | ↗5993 | ↗6296 | ↗6822 |

По итогам переписи населения 2020 года: татары — 67,4 %, башкиры — 18 %, русские - 9,9 %.
Первые сведения о количестве жителей в Кунашаке содержатся в документах 5-й Генеральной ревизии 1795 г., значатся в ревизских сказках: жителей мужского пола — 66, женского — 45.
Население — 5993 жителя (2007). Согласно переписи населения 1989 года, 78 % жителей села Кунашак — татары (ичкинские), 11 % — башкиры и 9 % русских.
По Всероссийской переписи населения 2010 года национальный состав села Кунашак выглядит следующим образом: татары (ичкинские) — 74,1 %, башкиры — 14,3 %, русские — 8,9 %
По Кунашакскому сельсовету — 7640 жителей.

## Экономика
В Кунашаке имеются рыбозавод (ООО «Балык»), лесхоз, нефтебаза, асфальтобетонный завод и другие предприятия. Узел автодорог местного значения. Две мечети. Развит малый и средний бизнес (строительный и продовольственный). Хорошо развито рыбное хозяйство.

## Религия
Мечети
- Две мечети